# Trapezoedru trigonal
În geometrie un trapezoedru trigonal este un romboedru (un poliedru tridimensional cu șase fețe în formă de romb) în care, în plus, toate cele șase fețe sunt congruente. Unele surse îl numesc doar „romboedru”.

## Geometrie
Șase fețe rombice identice pot construi două configurații de trapezoedre trigonale. Forma ascuțită are câte trei fețe rombice ale căror unghiuri ascuțite se întâlnesc în cele două vârfuri ale axei polare. Forma obtuză are câte trei fețe rombice ale căror unghiuri obtuze se întâlnesc în cele două vârfuri ale axei polare.
Având toate fețele congruente, trapezoedrele trigonale sunt izoedrice, ceea ce înseamnă că au simetrii care aplică oricare față pe oricare altă față.

## Cazuri particulare
Un cub poate fi interpretat ca un caz particular al unui trapezoedru trigonal, cu fețe pătrate în loc de rombice.
Cele două romboedre de aur sunt forma acută și obtuză a trapezoedrului trigonal cu fețe în formă de romb de aur. Copii ale acestora pot fi asamblate pentru a forma alte poliedre convexe cu fețe romb de aur, inclusiv dodecaedrul Bilinski și triacontaedrul rombic.
Patru romboedre obtuze al căror raport dintre lungimile diagonale ale feței sunt {\displaystyle {\sqrt {2}}} pot fi asamblate pentru a forma un dodecaedru rombic. Acesta poate tesela spațiul sub forma fagurelui trapezoedric trigonal.

## Poliedre înrudite
Trapezoedrele trigonale sunt cazuri particulare de trapezoedre, poliedre cu un număr par de fețe în formă de romboizi, congruente. Când acest număr de fețe este șase, romboizii degenerează în romburi, iar rezultatul este un trapezoedru trigonal. Ca și în cazul romboedrelor în general, trapezoedrele trigonale sunt cazuri particulare de paralelipipede și sunt singurele paralelipipede cu șase fețe congruente. Paralelipipedele sunt zonoedre, iar Evgraf Fiodorov a demonstrat că trapezoedrele trigonale sunt singura familie infinită de zonoedre ale căror fețe sunt toate romburi congruente.
Poliedrul care apare în gravura Melancolia I de Albrecht Dürer se presupune că ar fi un trapezoedru trigonal trunchiat, un trapezoedru trigonal cu două vârfuri opuse trunchiate, deși forma sa precisă este încă subiect de dezbatere.